# Talking Heads
|  | Per a altres significats, vegeu «Talking Heads (Africa Centre)». |

Talking Heads fou un grup de rock format per David Byrne l'any 1974 juntament amb Chris Frantz i Tina Weymouth. Un parell d'anys després s'hi integraria el guitarrista i teclista Jerry Harrison, que anteriorment havia estat membre de The Modern Lovers. Després de 8 àlbums d'estudi molt importants, gires, vídeos musicals i premis, l'any 1991 el grup va anunciar oficialment la seva separació.
Aquesta banda va ser una de les més representatives de rock new wave —amb referències d'estils com el funk, la música electrònica i la música ètnica—, que ajudà a la popularització de la World Music (juntament amb altres artistes com Peter Gabriel o Brian Eno, freqüent col·laborador del grup) tot creant en el procés un material original i influent, que donà com a resultat diversos èxits comercials.
Encapçalat pel músic David Byrne, el grup va arribar als primers llocs de les llistes de vendes en gran part d'Europa i Estats Units.

## Història

### Formació i primer material
Originari de Dumbarton (Escòcia), David Byrne va emigrar amb la seva família als Estats Units a l'edat de dos anys. Ell i el seu amic, el bateria Chris Frantz, van formar un grup anomenat "The Artistics". Durant aquesta etapa Byrne compongué la seva primera cançó, "Psycho Killer", que formà part del repertori de la banda.
Després de la seva dissolució, Byrne i Frantz començaren a contactar amb gent per formar un nou grup; després d'haver parlat fins i tot amb Debbie Harry (cantant de Blondie), finalment donaren entrada a Tina Weymouth com a baixista. Els seus conceptes musicals coincidien amb els de Byrne i Frantz, i a més els semblava modern tenir una membre femenina al grup que no fos cantant; tots aquests factors van possibilitar la seva acceptació. Més endavant, Byrne va entrar en contacte amb el guitarrista i teclista Jerry Harrison, que col·laborà amb ells en les actuacions en directe.
Després de reunir una formació estable van escollir com a nom "Talking Heads" (caps parlants), una referència en l'argot televisiu als presentadors de noticiaris. El seu primer disc fou Talking Heads 77, publicat el 1977; les seves sessions d'enregistrament (coordinades pels productors Lance Quinn i Tom Bongiovi) no van estar exemptes de tensió, car l'estil experimental del grup xocava amb les idees més comercials de Bongiovi, que insistia a canviar l'estructura d'algunes cançons perquè sonessin més convencionals. Amb el disc mig enregistrat els Talking Heads feren una gira per Europa amb els Ramones; a la tornada Harrison passà a ser membre permanent del grup i aconseguiren completar el seu primer disc, per al qual recuperaren la primera cançó de Byrne, "Psycho Killer". En el moment de la seva publicació, "77" no va despertar gaire l'atenció del públic —que en aquella època estava concentrada en el punk, de recent i sonada aparició— ni de les ràdios més importants. Malgrat els seus inicis difícils, cinc anys després aconseguí un disc d'or.

### Col·laboracions amb Brian Eno
El 1978 Byrne va conèixer en persona Brian Eno, que ja els havia vist en directe a Londres; Eno i els Talking Heads compartien conceptes i influències, i aviat passà a ser un importantíssim col·laborador de la banda. Els primers fruits d'aquesta cooperació es van veure reflectits al seu següent àlbum, anomenat More Songs about Buildings and Food, on Eno i els Talking Heads exploren el seu gust per l'experimentació artística, donant paradoxalment com a resultat un disc més accessible que el seu debut. La seva versió de "Take me to the River" (d'Al Green) entrà al Top 30 americà i impulsà les vendes del disc.
Un any després aparegué Fear of Music, amb un nom inspirat en una malaltia, la melofòbia, un atac epilèptic que pateixen algunes persones en escoltar música. "Fear of Music" comptà amb la participació del guitarrista Robert Fripp (col·laborador habitual d'Eno) al tema "I Zimbra", adaptació de Byrne i Eno del poema dadaista "Gadji beri bimba", d'Hugo Ball, que mostra l'interès de Byrne i Eno per la música ètnica. Una altra peça destacable d'aquest àlbum és "Life during Wartime".
Després de la publicació de "Fear of Music", els membres dels Talking Heads van decidir de fer un parèntesi i dedicar-se a temes personals; Harrison treballà com a productor i músic de sessió, i la parella Frantz/Weymouth (que s'havien casat abans de l'aparició de "77") crearen un grup paral·lel, Tom Tom Club. Per la seva part, Byrne i Eno projectaren el disc My Life in the Bush of Ghosts, una de les obres més influents de la música electrònica i experimental i, alhora, un important precursor de l'ús de material samplejat provinent d'altres discos.
1980 fou l'any de l'aparició de Remain in Light, l'últim disc amb la participació de Brian Eno, i també el disc on aquesta fou més elevada, car va ser coautor de tots els temes. Aquest disc culmina l'interès dels Talking Heads pels ritmes africans; així, l'estil del grup havia arribat a una espècie de funk minimalista però amb intricades frases rítmiques. Aquest disc comptà amb una nodrida selecció de col·laboradors; per exemple, el guitarrista Adrian Belew, el trompetista Jon Hassell (tots dos també vells coneguts de Brian Eno), Bernie Worrell (teclista dels Funkadelic) i Robert Palmer com a percussionista. El seu senzill "Once in a lifetime" entrà al Top 20 britànic.
Tanmateix, la feina de Brian Eno estava provocant importants friccions al si del grup, que es posaren de manifest especialment durant les sessions de "Remain in Light": Byrne i Eno volgueren incorporar al disc algunes de les idees amb què havien estat treballant al seu projecte particular (que es trobava envoltat de problemes legals), contra la voluntat dels membres restants. També hi hagué problemes sobre qüestions com el repartiment dels drets d'autor; per acabar-ho d'adobar, la companyia discogràfica va atribuir erròniament l'autoria dels temes a Byrne i Eno, fet que acabà d'encendre els ànims.
Finalment, "My Life in the Bush of Ghosts" aparegué el 1981, però la relació entre els Talking Heads i Brian Eno s'havia deteriorat massa i ja no tornaren a cooperar.

### Ascens cap a l'èxit
Després de donar per acabades les col·laboracions amb Brian Eno, els quatre membres del grup van prendre la decisió de ser, des d'aleshores, ells mateixos els productors dels seus discos. Després de l'edició del disc en directe The Name of this Band is Talking Heads (1982), el primer resultat d'aquesta decisió va ser el disc Speaking in Tongues (1983), que ràpidament va assolir l'èxit, ajudat pel senzill "Burning down the house". La seva gira posterior va quedar reflectida al film Stop Making Sense, que va ser realitzat al teatre Pantages de Hollywood i dirigit per Jonathan Demme; aquesta representació és aclamada com un dels exemples més representatius del seu gènere. El 1984 s'edità un disc en directe basat en el documental i també anomenat Stop Making Sense.
Els seus següents discos, Little Creatures (1985) i True Stories (1986) continuaren amb la carrera ascendent dels Talking Heads i donaren com a resultat temes i senzills de gran èxit, com "And she was", "Road to nowhere", "City of dreams" o "Wild wild life". El 1987, Byrne va rebre l'encàrrec de compondre, juntament amb Ryuichi Sakamoto, la banda sonora de la pel·lícula "L'últim emperador", treball pel qual guanyaren un Oscar.

### Dissolució i projectes paral·lels
El 1988 Talking Heads van editar el seu últim disc, Naked. Enregistrat a París i amb la col·laboració d'una destacable selecció de músics convidats (entre ells, Johnny Marr), "Naked" mostrava l'accentuació de les tensions al si dels Talking Heads; només un any després, Byrne va publicar al seu segell discogràfic (Luaka Bop) el seu primer disc en solitari, Rei Momo, on hi explora el seu interès pels ritmes i sons llatinoamericans. Un segon disc en solitari, The Forest, aparegué el 1991, després de l'anunci oficial de la separació dels Talking Heads. L'últim material del grup en conjunt fou l'edició del tema "Sax and Violins", per a la banda sonora de la pel·lícula "Until the End of the World", del director alemany Wim Wenders.
Després de la dissolució del grup, Harrison inicià una carrera com a productor musical, produint discos d'artistes com els Crash Test Dummies, Fine Young Cannibals o els No Doubt, entre d'altres. Frantz i Weymouth continuaren amb el seu grup paral·lel, "Tom Tom Club", en actiu des de 1981; Frantz, Weymouth i Harrison enregistraren junts un disc (No Talking, Just Head) el 1996, sota el nom The Heads. Per la seva part, Byrne continuà enregistrant discos en solitari, com Uh-Oh (1992) o David Byrne (1994).
Tot i que en alguna ocasió s'ha especulat sobre una possible reunió dels membres originals, aquest extrem s'ha vist desmentit. El 2002 els Talking Heads entraren al Rock and Roll Hall of Fame.

## Discografia

### Àlbums d'Estudi
- Talking Heads: 77 (1977)
- More Songs About Buildings And Food (1978)
- Fear Of Music (1979)
- Remain In Light (1980)
- Speaking In Tongues (1983)
- Little Creatures (1985)
- True Stories (1986)
- Naked (1988)

### Discs en Viu
- The Name of this Band is Talking Heads (1982)
- Monkey Business USA tour (1983)
- Stop Making Sense (1984)
- Stop Making Sense: Special New Edition (1999)
- The Name of this Band is Talking Heads: Expanded New Edition (2004)

### Compilacions
- Sand in the Vaseline (1992)
- Once in a Lifetime (1992)
- 12x12: Original Remixes (1999)
- Once in a Lifetime: Box-Set (2003) (Guanyador d'un Premi Grammy)
- The Best of Talking Heads (2004)
- Brick (2005)

### Vídeos
- Stop Making Sense (1984) (VHS i DVD)
- Storytelling Giant (1987) (VHS i versió expandida en DVD al Box-Set "Once in a Lifetime")

### Videoclips
- Once in a Lifetime (1982)
- Crosseyed and Painless (1982)
- Burning Down the House (1983)
- This Must Be the Place (Naive Melody) (1983)
- Swamp (1983)
- And She Was (1985)
- Road to Nowhere (1985)
- The Lady Don't Mind (1985)
- Stay Up Late (1986)
- Wild Wild Life (1986) (Guanyador de dos MTV Video Music Awards)
- Love for Sale (1986)
- Blind (1988)
- (Nothing But) Flowers (1988)
- Lifetime Piling Up (1992)
- Sax and Violins (1992)